# Saint-Martin-de-Valamas
Saint-Martin-de-Valamas – miejscowość i gmina we Francji, w regionie Owernia-Rodan-Alpy, w departamencie Ardèche.
Według danych na rok 1990 gminę zamieszkiwało 1386 osób, a gęstość zaludnienia wynosiła 69 osób/km² (wśród 2880 gmin regionu Rodan-Alpy Saint-Martin-de-Valamas plasuje się na 608. miejscu pod względem liczby ludności, natomiast pod względem powierzchni na miejscu 501.).

## Populacja

Populacja Saint-Martin-de-Valamas w latach 1962-2008